# Bernard Karsenty
Pour les articles homonymes, voir Karsenty.
Bernard Karsenty, né à Oran le 10 juin 1920 et mort le 10 janvier 2007, fut un résistant français durant la Seconde Guerre mondiale.

## Formation
Il passa sa jeunesse à Paris, puis entra au cours Simon pour devenir acteur. Ayant gagné Marseille en juin 1940, il y prit connaissance le 19 juin du premier appel du général de Gaulle.

## Seconde Guerre mondiale

### Entrée enrésistance
Il se rendit en Afrique du nord en novembre 1941, dans l’espoir de pouvoir passer de là à Gibraltar, pour rejoindre les forces alliées. Mais, sur place, il se joignit à un groupe de patriotes gaullistes, le groupe Géo-Gras, créé à Alger et Oran par ses cousins José Aboulker et Roger Carcassonne, puis étendu par Henri d'Astier de la Vigerie à certaines personnalités. Membre de ce réseau très clandestin, il recruta des groupes d'action, chercha des armes et s'efforça de convaincre certains militaires d’active de se rallier à un éventuel débarquement allié.

### Rencontre de Cherchell
Il fut l'un des organisateurs de la rencontre de Cherchell (22 octobre 1942) entre les résistants et les représentants d'Eisenhower, où il représentait les groupes d’Alger. Resté parmi les derniers, il fit le nécessaire, malgré une mer déchaînée, pour remettre à flot le kayak du général Clark, adjoint d’Eisenhower, et lui permettre de rejoindre son sous-marin avant le lever du jour.

### Prise d'Alger
Il participa au putsch du 8 novembre 1942, comme adjoint de José Aboulker. Par cette opération, 400 résistants civils arrêtèrent le général Juin, commandant en chef vichyste, ainsi que l’amiral Darlan, et réussirent à neutraliser le XIXe Corps d’armée vichyste pendant une quinzaine d’heures, ce qui permit aux forces alliées de l’Opération Torch de débarquer sans opposition, puis d’encercler Alger et de s’en emparer le jour même. Secondant José Aboulker pendant l’opération, il arrêta seul plusieurs S.O.L. de Darnand, qui s’étaient trop approchés du Commissariat central, et participa à deux barrages successifs sur les grands axes de circulation d’Alger, pour empêcher la mobilisation des forces vichystes de s’effectuer.

### Forces françaises libres
Karsenty rejoignit ensuite les Forces françaises libres en Angleterre et fut nommé officier d'état-major à Carlton Gardens. En mai 1943, il revint à Alger et y prépara la venue du général de Gaulle, avec Roger Carcassonne et les opposants du groupe « Combat ». Élève officier de l'École de Cherchell, puis sous-lieutenant, il fut affecté à la 1re Division française libre et remonta jusqu'à Colmar où il arriva en décembre 1944. Il y apprit l'exécution de son frère Gaby, ingénieur et résistant dans la région de Marseille, ainsi que la déportation de son père.
Il fut alors affecté à l'Office de recherche des criminels de guerre de Lyon.

## Après-guerre
Depuis la guerre, il a fondé et dirigé plusieurs sociétés.
Bernard Karsenty est l'auteur d'un article sur « Les compagnons du 8 novembre » publié aux Nouveaux Cahiers, no 31, 1972-1973.

## Décorations
- Croix de guerre 1939-1945 (2 citations - l’une remise par le général de Gaulle et l’autre par Giraud)
- Médaille de la Résistance avec rosette
- Medal of Freedom (États-Unis)